# Stefan Ryding-Berg
James Olof Stefan Ryding-Berg, född 8 mars 1948 i Oscars församling i Stockholms stad, är en svensk ämbetsman.

## Biografi
Ryding-Berg avlade studentexamen 1968, reservofficersexamen i pansartrupperna 1973 och avlade juris kandidat-examen vid Stockholms universitet 1975. Han tjänstgjorde vid länsstyrelse 1975–1977, som tingsnotarie 1977–1979 och vid Försvarsstaben från 1979. Han var sekreterare, expert, ledamot och särskild utredare i olika statliga utredningar 1980–2014. Han gick Allmänna kursen vid Försvarshögskolan 1988 och Chefskursen där 1997. Han var chefsjurist vid Försvarsmaktens högkvarter 1994–2013 (chef för Juridiska avdelningen i Gemensamma staben 1994–2002 och chef för Juridiska staben 2002–2013), tillika förvaltningschef 2005–2013.
Stefan Ryding-Berg invaldes 1999 som ledamot av Kungliga Krigsvetenskapsakademien.